# Эйнауди, Ида
И́да Эйна́уди (итал. Ida Einaudi), урождённая графиня Пеллегри́ни ди Песканти́на (Pellegrini di Pescantina; 3 мая 1885, Пескантина — 23 ноября 1968, Турин) — итальянская аристократка, супруга экономиста и политического деятеля, президента Банка Италии и второго президента Итальянской Республики Луиджи Эйнауди.

## Биография
Ида Пеллегрини происходила из аристократической венецианской семьи. Она родилась в 1885 году в семейном поместье, расположенном в коммуне Пескантина, провинция Верона. В юном возрасте потеряла мать, после чего её отец граф Джулио Пеллегрини переехал в Турин. Там она поступила на учёбу в Королевское коммерческое училище, где познакомилась со своим будущим мужем Луиджи Эйнауди. В тот момент он был преподавателем и журналистом, а Ида была одной из его студенток. В начале 1903 года пара обручилась, и через несколько месяцев, 19 сентября 1903 года, обвенчалась. На момент свадьбы Иде было 18, а Луиджи 29 лет.
После свадьбы супруги жили какое-то время с матерью Луиджи и несколькими другими родственниками в квартире на Пьяцца Статуто — одной центральных площадей Турина, а также проводили время в загородном доме в Дольяни, примерно в 79 километрах от Турина. В течение последовавших нескольких лет у супругов родилось несколько детей: Марио (1904), ставший в будущем известным политологом, Роберто (1906), ставший инженером, и Джулио (1912), создавший одно из крупнейших итальянских книжных издательств. Ещё двое детей — Мария Тереза и Лоренцо умерли в младенчестве.
В последующие годы Ида занималась домом и семьёй, в то время как её муж занимался научной, преподавательской и журналистской деятельностью. Он был известен своими антифашистскими взглядами, за что неоднократно подвергался преследованиями со стороны находившегося у власти в Италии с 1922 года режима Бенито Муссолини. Однако в 1943 году режим перешёл к решительным действиям: на имя Луиджи был выписан ордер на арест. Тем не менее некий доброжелатель в последний момент предупредил Луиджи об опасности, благодаря чему он и Ида успели сесть на поезд и уехать в Аосту, а оттуда смогли перебраться пешком через горы в нейтральную Швейцарию, где получили политическое убежище. Семья смогла вернуться на родину в конце 1944 года. 9 декабря того же года они переехали в Рим, где Луиджи получил от антифашистского правительства Иваноэ Бономи назначение на должность президента Банка Италии.

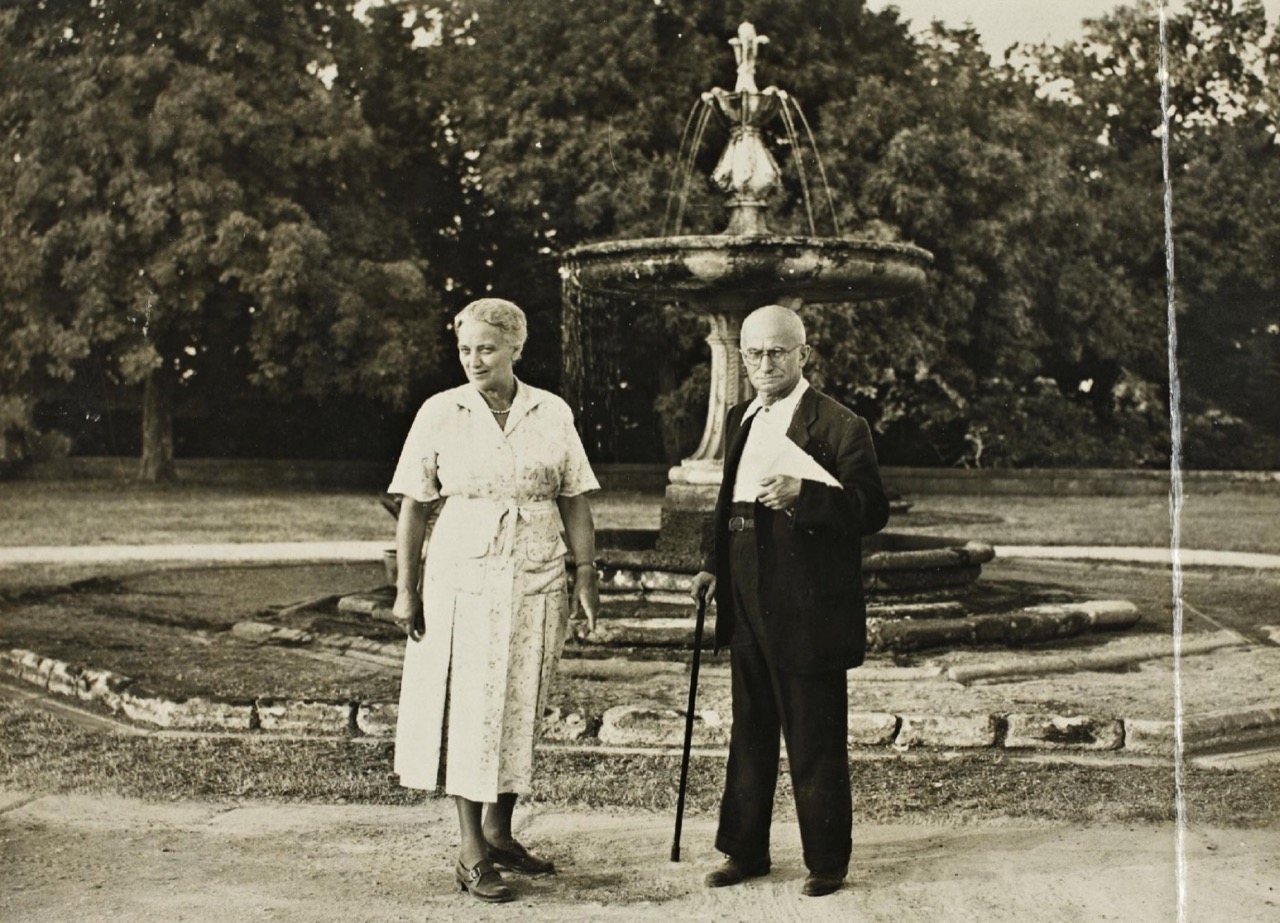
Ида и Луиджи Эйнауди, 1949

В последующие годы Луиджи активно занимался экономикой и политикой в освобождённой стране. После состоявшегося 2 июня 1946 года конституционного референдума Италия была провозглашена республикой, а 11 мая 1948 года Луиджи Эйнауди был избран вторым её президентом. Поскольку предыдущий президент Энрико де Никола не был женат, Ида стала первой в истории «первой леди» страны. В течение семи лет, вплоть до 1955 года Ида Эйнауди исполняла обязанности «первой леди» — общалась с жёнами иностранных глав государств и дипломатов, занималась благотворительностью. Но кроме того, каждый четверг в их с супругом туринской квартире происходил приём, на который собирался цвет пьемонтской культурной интеллигенции. Итальянская и международная пресса отмечала изысканный вкус и аристократизм супруги итальянского президента. Свободное время Ида предпочитала уделять семье, а также выращиванию роз.
В итальянском языке не было устоявшегося выражения для этой должности, аналогичного английскому first lady или французскому première dame, а кальку с иностранных языков сделать было невозможно, поскольку термин prima donna (рус. примадонна) уже давно и прочно ассоциировался с театром. В результате для Иды был придуман особый титул — Донна Ида (итал. Donna Ida, дословно — «Женщина Ида, Дама Ида»). С тех пор для всех итальянских первых леди используется аналогичная форма — «Донна Карла» для супруги президента Джованни Гронки, «Донна Виттория» для жены Джованни Леоне, «Донна Лаура» для дочери президента Серджо Маттарелла (при отсутствии у президента спутницы жизни, задачи первой леди в Италии может исполнять взрослая дочь).
Луиджи Эйнауди скончался 30 октября 1961 года; Ида пережила его на семь лет и умерла в 1968 году. Сейчас из винограда, собранного на виноградниках семьи Эйнауди в провинции Кунео, делается вино DOC, которое называется «Donna Ida». Это белое вино с золотистым отблеском, с хорошей структурой и уравновешенным тоном, что, по мнению его создателей, замечательно подходило бы в качестве характеристики для Иды Эйнауди.